# Icon (album de Nirvana)
Pour les articles homonymes, voir Icon.
Albums de Nirvana
Live at Reading
(2009) Nevermind: The Singles
(2011)
Icon est la quatrième compilation du groupe américain de rock Nirvana, sorti le 31 août 2010 par le label Geffen Records. 

## Genèse
Icon est la quatrième compilation de Nirvana, et son deuxième best-of après l'album Nirvana sorti en 2002. Icon fait partie d'une série de compilations éditée par Universal Music Group reprenant les meilleurs titres de trente artistes majeurs du rock, de la pop, du r&b et de la country. Les onze chansons de la compilation étaient déjà toutes présentes sur l'album Nirvana sorti huit ans auparavant.

## Fiche technique

### Liste des pistes
Toutes les chansons sont écrites et composées par Kurt Cobain saut contre-indication.
| Icon  | Icon                    | Icon                                       | Icon                      | Icon  | Icon | Icon | Icon | Icon | Icon |
| No    | Titre                   | Auteur                                     | Album d'origine           | Durée |      |      |      |      |      |
| ----- | ----------------------- | ------------------------------------------ | ------------------------- | ----- | ---- | ---- | ---- | ---- | ---- |
| 1.    | You Know You're Right   | Kurt Cobain, Dave Grohl et Krist Novoselic | Nirvana                   | 3:37  |      |      |      |      |      |
| 2.    | Smells Like Teen Spirit | Kurt Cobain, Dave Grohl et Krist Novoselic | Nevermind                 | 5:02  |      |      |      |      |      |
| 3.    | Come as You Are         |                                            | Nevermind                 | 3:40  |      |      |      |      |      |
| 4.    | Lithium                 |                                            | Nevermind                 | 4:17  |      |      |      |      |      |
| 5.    | In Bloom                |                                            | Nevermind                 | 4:15  |      |      |      |      |      |
| 6.    | Heart-Shaped Box        |                                            | In Utero                  | 4:40  |      |      |      |      |      |
| 7.    | Pennyroyal Tea          |                                            | In Utero                  | 3:36  |      |      |      |      |      |
| 8.    | Rape Me                 |                                            | In Utero                  | 2:50  |      |      |      |      |      |
| 9.    | Dumb                    |                                            | In Utero                  | 2:31  |      |      |      |      |      |
| 10.   | About a Girl            |                                            | MTV Unplugged in New York | 3:08  |      |      |      |      |      |
| 11.   | All Apologies           |                                            | MTV Unplugged in New York | 3:45  |      |      |      |      |      |
| 41:21 |                         |                                            |                           |       |      |      |      |      |      |